# 티베트의 역사

## 민족
한대(漢代)에는 산시[陝西]·간쑤·쓰촨 지방에서 살았으며 저·강이라 불리었던 민족은 티베트족으로 추정되는데, 그 당시부터 중국 서부 일대에 티베트족이 살고 있었던 것은 틀림없다. 선비족 지배층의 지배를 받았다.

## 토번
기원전 2세기에 티베트에 여러 국가가 등장하였으나 문자가 없어 기록되지 않았다. 티베트 최초의 통일 국가는 여러 부족을 통합하여 왕국으로서 다스린 송첸캄포(松贊干布, 581 ~ 649년)로부터 시작된다. 그는 663년 수도를 라싸로 정한 뒤, 티베트 왕조를 열었고 당 태종이 문성공주(文成公主, 625~680)를 공녀로 보냈고 네팔의 공주인 브리쿠티 데비와 혼인하였다. 티베트의 군대는 663년 ~ 672년에는 동북방의 칭하이와 간쑤 지방의 토욕혼 왕국을 점령하기도 하였다.
당나라와 대비천 전투(670년)를 통해 타림 분지와 인접한 신장과 카슈가르시를 점령하고, 승풍령 전투(678년)에서 승리해 지위를 확고히 하였으며 당나라 사천지방을 정복한다. 당나라는 반격했으나 토번 최고의 명장으로 일컬어지는 가르친링(대비천, 승풍령 전투 승리시의 지휘관)에 의해 소라한산에서 패하고 돌아가게 되었다. 이후 토번은 당나라 수도를 점령한다.
티베트는 9세기 중엽에 이르기까지 중앙아시아에서 왕국을 유지했다. 이 시기의 티베트는 토번(吐蕃)이라 불렸고, 티베트 문자를 사용하였으며, 3세기 동안 9대의 왕이 다스렸다. 토번 멸망 이후에도 티베트 국가들이 나타났으나 문자로 기록되지 않았다.

## 몽골과 청나라의 간접 지배
티베트는 13 ~ 14세기에는 원나라의 간접적 지배를 받기도 하였으며, 1750년에는 건륭제 때 청나라의 보호국이 되기도 하였다. 티베트인은 원나라 청나라 때 한족들보다 더 높은 지위에 있었으며 청나라에서 만주족과 동급의 지위를 확보했다.

## 티베트
1912년 청나라가 멸망한 이후 티베트의 13대 달라이 라마는 중화민국으로부터 완전한 독립을 선언한다. 하지만 중화민국은 이를 인정하지 않았다. 1913년 몽골과 양측이 독립 국가로 국제적인 승인을 받기 위해 협력한다는 내용으로  몽장 조약을 체결하였다.  몽골에는 러시아, 티베트에는 영국이 무기, 차관을 제공하는 등 외부의 지원이 있었으나, 당시 강대국들은 몽골과 티베트를 독립국으로 인정하지 않았다.
티베트 독립 이후에 중국국민당 등의 중화민국의 역대정권과 군사적인 긴장상태가 유지되었으며, 티베트 달라이 라마 정부의 실효적 지배 영역 내에서는 어떠한 중국의 기관도 설치가 승인되지 않았다. 하지만 1918년과 1930년에는 티베트 영내로 침입한 중국 군대를 격퇴하는 등 사실상 독립국으로서의 지위를 향유했다. 그러나, 1940년 달라이 라마 14세의 즉위식에 참석한 중화민국은 몽장위원회를 사절단을 파견하였다. 그러나 의식 후에도 귀국하지 않았고 1948년에 강제로 퇴거되기까지 '중화민국 행정원 몽장위원회 주 티베트 대표처'라는 이름으로 라싸에 계속 머물렀다.
제2차세계대전 중에는 연합군의 일원이 되었고, 영국령 인도로부터 이주해 온 영국군에 의해 갼세, 라싸와 카무 지방 각지에 통신기지가 건설되었다. 이 기지들은 중화인민공화국의 인민해방군이 티베트를 무력 점령할때까지 영국군의 무선기사에 의해 운영되었다.
청나라의 멸망 이후, 중화민국의 역대정권은 독립국으로서 존재한 티베트를 중국의 일부라고 주장하였으나, 북경정권의 시대에는 군벌의 혼전, 남경국민정부 시대에는 대일전쟁으로 독립을 주장하는 티베트에 대하여 압력은 행사하였으나 본격적인 군사적 침략은 하지 못했다. 하지만, 1949년 중화인민공화국이 세워지고 중국 대륙이 어느 정도 안정되자 티베트와 타이완을 포함한 중국의 옛 영토를 회복하겠다고 발표한다. 1950년 10월 중국 인민해방군은 티베트를 침공하여 점령하였다. 하지만 중화인민공화국은 티베트의 평화적인 해방이라는 모양새를 갖추기 위해서 1951년 5월 23일 티베트와 십칠조협의를 체결하여 합병하였다. 이로써 티베트는 중화인민공화국의 지배를 받는 시짱 자치구가 되었다. 하지만 티베트의 귀족들은 중국 공산당과 거래에 성공하여 특수한 경우가 아니면 딱히 망하지 않았으며 아푀 아왕직메처럼 오히려 더 강대한 군사력과 부귀영화를 손에 넣을 수도 있었다. 반중파 귀족이나 티베트인들은 중국에 의해 몰락하기도 했으며 그들의 재산은 한족과 친중파 티베트 농민들에게 분배되었다. 이후 합병에 반대하는 티베트인들이 정치적인 이유 또는 탄압을 피해 인도로 망명했다.
중국공산당은 반체제적 티베트인에 대한 고문과 학살로써 티베트를 지배하였고, 1960년대에는 중화인민공화국 전역을 강타한 문화대혁명의 여파로 3,700개나 되던 사찰은 13개만 남고 모조리 파괴되었다.

## 같이 보기
- 1959년 티베트 봉기
- 1987년–1989년 티베트 불온사태
- 2008년 티베트 소요 사태
- 중앙아시아의 역사
- 인도의 역사
- 티베트